# هجوم حي المساعيد (يناير 2017)
هجوم كمين المساعيد هو هجوم إرهابي وقع في 9 يناير 2017 واستهدف تفجير كمين شرطة المطافئ بحي المساعيد في مدينة العريش بمحافظة شمال سيناء، وأسفر عن مقتل تسعة جنود وإصابة آخرين.